# Odobest
Odobest (románul: Odobești) város Vrancea megyében, Moldvában, Romániában.

## Történelem
Régi neve Civitas de Mylco, 1241-ben a tatárok teljesen lerombolják, később a települést újjáépítik és felveszi az Odobest nevet.
A Craciuna vár, melyet a tatár betörések ellen építettek, III. István moldvai fejedelem kezére kerül 1482-ben. A várat IV. Alexandru Lăpușneanu robbantotta fel azért, hogy elnyerje a török szultán támogatását, hogy trónra kerüljön.
Első írásos említése, új nevén 1626-ból való.
1717-ben osztrák seregek ütköznek meg a település mellett, III. Racoviță Mihály moldvai fejedelem seregeivel, a csatát III. Racoviță nyerte.
1787-1789 között a város török kézen volt, orosz csapatok szabadították fel.
1802-ben földrengés, 1803-ban pedig tűzvész pusztít a városban.
1895-ben megépül a Foksány-Odobest vasútvonal.
A városban ma is működő Mezőgazdasági Szakközépiskolát 1901-ben alapították.

## Népesség
A város népességének alakulása:
- 1912 – 5744 lakos
- 1930 – 8106 lakos
- 1948 – 4482 lakos
- 1956 – 4977 lakos
- 1966 – 5741 lakos
- 1977 – 8544 lakos
- 1992 – 8572 lakos
- 2002 – 8000 lakos

A lakosság etnikai összetétele a 2002-es népszámlálási adatok alapján:
- Románok: 7951 (99,38%)
- Romák: 14 (0,17%)
- Magyarok: 12 (0,15%)
- Törökök: 7 (0,08%)
- Zsidók: 6 (0,07%)
- Lipovánok: 3 (0,03%)
- Németek: 2 (0,02%)
- Görögök: 2 (0,02%)
- Más etnikumúak: 3 (0,03%)

A lakosok 98,86%-a ortodox vallású (7909 lakos).

## Látnivalók
- Katonai emlékművek
- Szent Kereszt („Sf. Cruce”) ortodox templom
- A Craciuna vár romjai, a várostól 4 km-re
- Óváros és a zsidó negyed
- Duiliu Zamfirescu emlékháza

## Gazdaság
Fontos a mezőgazdasága, ezen belül is a szőlő termesztés, jelentős ágazatok még a vasipar, élelmiszeripar, húsipar, faipar, kereskedelem.

## Hírességek
- George S. Bărănescu (1919-2001) mérnök, a Román Akadémia tagja volt